# Orcos (Tolkien)
Los orcos o trasgos (orcs o goblins en las publicaciones originales en inglés) del legendarium de J. R. R. Tolkien son una raza fantástica de criaturas usadas como soldados y secuaces por los grandes villanos de El Silmarillion y El Señor de los Anillos: Melkor, Sauron y Saruman, aunque en ocasiones también actúan de forma independiente, como parecen hacerlo en El hobbit. Tolkien los retrata como seres escasamente inteligentes, pero muy astutos cuando es necesario, miserables y deformes, aunque a veces al público esas características les resultan cómicas en algunos sentidos. Odian todo lo existente, incluso a ellos mismos y a sus amos, a quienes sirven por temor. Aunque no hacen nada hermoso ni artístico, tienen una cierta tecnología que emplean principalmente para la destrucción y matanza de hombres y elfos. Aborrecen la luz del Sol y no soportan estar bajo ella.
Si bien en parte de sus escritos tempranos, inéditos en su momento, Tolkien parece distinguir entre orcos (orcs, posteriormente escrito orks) y trasgos (goblins), en la época de sus trabajos publicados ambos términos se habían convertido en sinónimos: en El hobbit generalmente empleó el término «trasgo», mientras que en El Señor de los Anillos prefirió «orco». Así, a los oponentes de los enanos en la «guerra entre los enanos y los trasgos» de El hobbit, como Azog o Bolgo, los llama «orcos» (en el «Apéndice A» de El Señor de los Anillos). No hace distinción alguna por tamaño o por tipo, ya que los grandes seres como los uruk-hai son tan trasgos como los orcos comunes.

## Descripción
Tolkien nunca hizo una descripción detallada de los orcos. Aunque en una de sus cartas se refiere a ellos como seres de aspecto «mongoloide» desagradable para los «estándares europeos».
De sus escritos se extrae que los orcos son humanoides de apariencia terrible y bestial, de estatura variando entre la humana y un poco más baja, o incluso de tamaño ligeramente superior al de los hobbits. Su aspecto físico general era deforme y basto, poseyendo rostros brutales y feroces, piel de tonos fluctuantes entre verde oscuro y pardo, orejas puntiguadas y afilados colmillos en sus mandíbulas. Sus brazos eran fuertes y anormalmente largos, y sus piernas, aunque arqueadas, les permitían correr a gran velocidad por cualquier tipo de terreno. Los orcos contaban con una complexión física notablemente fuerte y robusta, aunque con una espalda jorobada que les hacía andar encorvados; su musculatura era poderosa, y podían desarrollar gran fuerza a la hora de luchar. Poseían cierta uniformidad de aspecto, aunque las deformidades eran frecuentes en sus cuerpos en muy diferentes grados, y esto les concedía características físicas individuales que en ocasiones podían rayar en lo grotesco. Según se dice, no soportaban la luz del sol, que les producía severos mareos. Su sangre era espesa y negra, y la esperanza de vida de los miembros de esta raza era casi totalmente desconocida.
Los orcos son universalmente descritos como criaturas atrapadas en un odio constante hacia todo lo vivo, empezando por sí mismos, y siendo esclavos del miedo profesado hacia sus crueles amos. La violencia era uno de sus impulsos naturales, y la ejercían en todo momento, produciendo ocasionales reyertas y enfrentamientos incluso entre sus propias filas; a pesar de ello, estos atributos les hacían soldados eficaces y sanguinarios, haciéndoles lanzarse a la batalla sin temor para disfrutar con la consecuente carnicería. La inteligencia variaba entre ellos, pero incluso los menos dotados tenían nociones claras sobre su papel y cómo ejecutarlo.
No poseían una tecnología muy avanzada, aunque tenían rudimentos en la mayoría de las artes, y podían desenvolverse bien en tareas de habilidad hasta cierto punto. Sus armas habituales eran espadas curvas o cimitarras, utilizando también mazas, hachas, porras, martillos y otros tipos de armas de manejo simple y golpe sólido. Usaban escudos redondos para cubrirse, y sabían manejar arcos con cierta destreza. El entrenamiento entre ellos era mayormente innecesario, ya que la mayor parte de sus técnicas de combate se reducían a lo instintivo, y se ejercitaban continuamente en ellas en sus numerosas guerras.
La versión fílmica de los orcos en las películas ha variado de adaptación en adaptación. Así en la película del animador Ralph Bakshi los orcos tienen ropajes similares a vikingos, ojos rojos, narices porcinas y bocas con afilados colmillos, en la trilogía del cineasta Peter Jackson se añaden una serie de características como son orejas puntiagudas, dentaduras filosas y rasgos faciales deformes.

## Origen
En la obra de J. R. R. Tolkien hay varias versiones de la historia sobre el origen de estas criaturas.
Es erróneo pensar que los Orcos fueron la creación de Melkor, pues aun siendo el más poderoso de los Valar, carece de capacidad para crear, guiado por la envidia y el odio. Lo único que puede hacer Melkor es corromper lo ya creado o fabricar a partir de cosas ya creadas burlas de los seres que ya existen.
La versión del origen de los Orcos más difundida a través del libro El Silmarillion es la que apunta a que los Elfos creen que los orcos se originaron por la corrupción que Melkor provocó en congéneres suyos, capturados en su temprana edad cuando los Elfos apenas habían despertado en Cuiviénen. Sin embargo, como se establece en este libro, es solo una creencia élfica (que en último término serían los autores de estas historias).
Otras versiones de escritos posteriores del autor, algunos de los cuales aparecen en diversos volúmenes de La Historia de la Tierra Media, apuntan a las posibles contradicciones del origen élfico. La más notoria es la que indica que, si los Elfos al morir en cuerpo van a Aman, ¿qué sucede entonces con los Orcos? Si estos fueran de origen élfico, y puesto que Melkor solo puede corromper pero no cambiar los destinos de ninguna raza, entonces deberían ir a Aman, y con la cantidad de Orcos que habría habido, las estancias de Mandos estarían llenas de estos seres, cosa que en ningún momento se indica.
Consciente de esto, Tolkien intentó escribir sobre un origen distinto para los Orcos. Dentro del marco de su obra, hay diversas teorías que hablan sobre su origen:
- Orcos como corrupción hecha por Melkor a partir de los Elfos. Esta teoría entra en conflicto con diversos escritos posteriores de Tolkien, ya que se menciona en algunos que Melkor no tenía la capacidad para hacer que las corrupciones se heredasen y porque los orcos no tienen la inmortalidad. En el libro de El Silmarillion, habla sobre "capitanes orcos", que eran inmortales; altos, grandes y fuertes (y que algunos, se parecían a elfos, pero con cicatrices en todo el rostro), e incluso que los primeros orcos fueron confundidos por elfos salvajes por otros elfos. Algunos estudiosos de la obra de Tolkien descartan esta teoría.
- Orcos como corrupción de Melkor a partir de Elfos mezclados con Hombres. Esta teoría es descartable debido a que, por lo menos en la primera batalla de Beleriand, la Batalla bajo las Estrellas, aún no existían los Hombres, pues el Sol aún no se levantaba. Sin embargo, igualmente en uno de los textos escritos sobre la Tierra Media, se indica una antigua y muy desconocida leyenda de origen humano, que dice que el ser humano apareció mucho antes de lo indicado en las leyendas élficas; siendo en este periodo tratados de corromper por Melkor, lo cual tuvo como consecuencia que los Hombres hayan cometido un error, hecho que además según la versión humana sería la verdadera causa de la disminución del periodo de vida humana o de una posible pérdida de la inmortalidad. Así, esta leyenda humana, indicaría que los elfos conocieron al hombre mucho después de su aparición, y daría una validez a la hipótesis del origen humano. Igualmente en una nota Christopher Tolkien cree que al parecer la conclusión final de su padre era que los Orcos se crearon a partir de los Hombres (sin embargo, esta creencia podría ser inválida producida más por el deseo de Tolkien de no querer que los orcos tuvieran un origen elfo, no quería creer que los orcos pudieran ser tan corrompidos, en la historia que se puede considerar canon, El Hobbit, El Señor de los Anillos y El Silmarillion no mencionan esta hipótesis).
- Orcos como corrupción total hecha por Melkor a partir de una raza distinta. En esta teoría, se presenta el problema de que, ya que no se conoce ninguna otra raza aparte a partir de la cual pudieran haber salido los Orcos, entonces la corrupción de esta raza debería haber sido total, cosa que Melkor tampoco puede realizar, pues estaría influyendo también en el destino de esta raza y Eru no le dio (o le quitó) tal poder.
- Orcos como burlas de los Elfos hechas por Melkor a partir de la materia de la tierra (en semejanza a los Enanos creados por Aulë). Esta teoría es descartable debido a la ya mencionada incapacidad de Melkor de crear de cero. También se presenta el problema que Eru le planteó a Aulë con sus Enanos: estos no tendrían libre albedrío mientras Aulë no pensara en ellos, cosa que así debería suceder con los Orcos si Melkor no pensara en ellos, además de que tienen la capacidad de reproducirse y poseer cierta libertad (que ningún Ainur podría darles, solo Eru).
- Orcos como Maiar caídos, similares a los Balrogs. Esta teoría es descartable debido a que no se dice en ninguna parte que hubiese distinción en la evolución de los Maiar corruptos entre Balrog y orcos. También la cantidad de orcos existentes y su capacidad reproductora ponen en duda esto. Tolkien declaró que ningún Ainu tiene la capacidad de reproducirse (salvo en sus escritos primeros, que luego corrigió), siendo el caso de Melian la única excepción conocida a esta regla (esto puede discutirse ya que Ella, la araña, era un Maia y era capaz de engendrar cientos de hijos e hijas que poblaban y asolaban el bosque negro).
- Orcos como corrupción con una mezcla de los diversos orígenes ya dichos. Esta hipótesis corregiría y explicaría las incongruencias sobre el origen de los orcos; indicando que los orcos tuvieron diferentes orígenes y posteriormente se cruzaron dando así origen a una raza pura de orcos mortales, y explicaría los escritos que cuentan en los primeros tiempos la existencia de ciertos orcos inmortales.
- Orcos no creados, pero civilizados. Esta teoría dejaría de lado la corrupción para cambiarlo a un punto de vista "más positivo", los orcos ya existirían como una especie aparte, con sus características propias ya definidas pero en estado salvaje, siendo prácticamente animales, la intervención de Melkor consistiría hacerles hábiles para la guerra con especies inteligentes como los elfos y humanos; esto explicaría porque cada vez que el Señor Oscuro, Melkor o Sauron, desaparece, los orcos retornan a su estado salvaje, sin estructura y disciplina, y cuando reaparece, los orcos vuelven a suponer una amenaza.

Aun así en el Quenta Silmarilion podemos rescatar la siguiente descripción:

"Pero de los desdichados que cayeron en la trampa de Melkor, poco se sabe con certidumbre. Porque ¿quién de entre los vivos ha descendido a los abismos de Utumno o ha explorado las tinieblas de los consejos de Melkor? Dicen los sabios de Eressëa que todos los Quendi que cayeron en manos de Melkor, antes de la caída de Utumno, fueron puestos en prisión, y por las lentas artes de la crueldad, corrompidos y esclavizados; y así crio Melkor la raza de los Orcos, por envidia y en mofa de los Elfos, de los que fueron después los más fieros enemigos. Porque los Orcos tenían vida y se multiplicaban de igual manera que los Hijos de Ilúvatar; y Melkor, desde que se rebelara en la Ainulindalë antes del Principio, nada podía hacer que tuviera vida propia ni apariencia de vida, así dicen los sabios. Y en lo profundo del oscuro corazón, los Orcos abominaban del Amo a quien servían con miedo, el hacedor que sólo les había dado desdicha. Quizá sea ésta la más vil de las acciones de Melkor, y la más detestada por Ilúvatar."
 El Silmarillion, J. R. R. Tolkien

## Variantes
Tolkien menciona varios tipos distintos de orcos:
- Orcos comunes: son los más frecuentes en toda la Tierra Media y forman las hordas de Sauron, Saruman y Morgoth Pueden variar enormemente en tamaños y deformaciones, pero en general son de piel negra, tienen grandes dientes y caminan encorvados. Les desagrada la luz solar, por lo que Sauron invoca nubes de tormenta para que tapen el sol y luchen a pleno rendimiento. En estado salvaje son sucios e indisciplinados, al contrario que los orcos que forman parte de ejércitos regulares de Saruman o Sauron.
- Uruk-hai: son una versión de mayor tamaño de los orcos, y fueron creados por Sauron en algún momento de la Tercera Edad, y vistos por primera vez en 2475 TE, cuando devastaron Ithilien y se apoderaron de Osgiliath. Saruman descubrió también un método propio para crearlos. Son una especie mejorada a partir de los orcos comunes. Caminan más erguidos, son algo más inteligentes y consideran al sol como a un enemigo más al que abatir, pero no como una molestia. Son más grandes y fieros que el resto de orcos, y también mejor equipados.
- Semiorcos: cruce entre orco y humano. No se especifica si este cruce se hizo de manera sexual o de alguna otra forma más sobrenatural, debido al desconocimiento sobre los métodos de reproducción de los orcos que se detallan en esta página un poco más abajo.

Se desconoce la forma en que se reproducen los orcos, pues Tolkien nunca menciona la existencia de mujeres orco, así como tampoco de orcos infantes —en El hobbit se menciona un «pequeño trasgo» asesinado por Gollum, pero se puede considerar que se habla del tamaño del individuo y no de su edad. En El Señor de los Anillos: la Comunidad del Anillo se puede ver la creación de un uruk-hai saliendo del barro completamente adulto, pero no se ha escrito nada al respecto en las obras originales. 
Existe, sin embargo, cierto indicio a favor del argumento de que la reproducción de los orcos tiene lugar de forma análoga a la del resto de las especies de la Tierra Media; la mención de que Bolgo, comandante de las tropas que combaten a la alianza improvisada de Hombres, Elfos y Enanos en la Batalla de los Cinco Ejércitos, es hijo de Azog, el caudillo de los Orcos de Moria abatido por Dain II.
Cada orco, pues, tendría un padre y una madre. La presencia de esta última sería meramente asuntiva, muy cerca de la vaga descripción que se hace del género femenino cuando se habla de la raza de los Enanos; al presentar a estos únicamente se hace mención a la ascendencia paterna, y la presencia de las mujeres enanas en las historias de Tolkien, si bien existe, queda perfectamente encajada en el terreno de lo anecdótico. Solo el nombre de Dís, madre de Fíli y Kíli y hermana de Thorin, es conocido, y circulan numerosas leyendas acerca del origen de los enanos, impulsadas por el aparente hecho de que las mujeres enanas existen en muy escaso número, llevan una vida reclusiva y su apariencia externa no difiere gran cosa de la de sus compañeros masculinos. 
Parece razonable suponer, entonces -en consonancia con la atmósfera de la narrativa del autor- que la reproducción de los Orcos no es un asunto que revista especiales diferencias con la del resto de las especies que comparten con ellos el universo tolkienesco (incluso los Ents, una especie fisiológicamente poco afín al resto de las razas conscientes de la Tierra Media, tienen sus mujeres). Dada la organización social de la raza orca, cimentada principalmente en la violencia constante, no es demasiado arriesgado asumir que las mujeres tienen su papel limitado a la reproducción y a la servidumbre, y por tanto difícilmente gozarían de visibilidad en historia alguna.

## Papel en la Tierra Media
Los orcos son muy comunes en la Tierra Media. Viven de forma salvaje en muchos lugares de la misma. Algunos de los lugares, situaciones o momentos en los que aparecen son:
- En los ejércitos de Sauron y Saruman. Constituyen el grueso de las tropas de ambos dirigentes, junto a trolls, humanos de varios países, mûmakil y otros seres.

- En las minas de Moria. Los orcos las ocuparon cuando los enanos que extraían mithril de ellas fueron aniquilados por el Balrog que ellos mismos despertaron. Durante muchos años se convirtió en una de sus madrigueras, conviviendo con dicho ser. Una expedición liderada por Balin recuperó la mina y expulsó a los orcos de ella, pero más tarde la recuperaron violentamente. También atacaron la expedición de la Compañía del Anillo cuando ésta pasó por allí rumbo a Mordor, y aunque Gandalf mató al Balrog los orcos siguieron allí. No se tiene constancia de una liberación definitiva de las minas por parte de los enanos aunque entre los enanos se predijo la llegada de uno de ellos, Durin VII, el último en llevar ese nombre, quien será el encargado de reconquistar Moria para los Enanos, ya libre del balrog y de los orcos. De ocurrir esto se supone que será durante la Cuarta Edad.

- En el Bosque Negro. No está claro si ya vivían allí antes del resurgimiento de Sauron en Dol Guldur, pero él contó con ellos entre sus aliados y los utilizó como ejército mientras estuvo habitando allí. Posteriormente, la presencia de los orcos en dicho bosque no fue erradicada, y estuvieron en constante enfrentamiento con los elfos que habitaban el norte del bosque.